# Murina rozendaali
Murina rozendaali is een zoogdier uit de familie van de gladneuzen (Vespertilionidae). De wetenschappelijke naam van de soort werd voor het eerst geldig gepubliceerd door Hill & Francis in 1984 en als eerbetoon genoemd naar de ontdekker van de soort Frank Gerard Rozendaal.